# Herbert Ralph Hone
Sir (Herbert) Ralph Hone KMCG KBE MC TD
(* 3. Mai 1896 in Brighton; † 28. November 1992 in London) war ein britischer Offizier, zuletzt im Dienstgrad Major General, Barrister und Gouverneur von Britisch-Nordborneo.

## Biografie
Hone besuchte von 1905 bis 1913 die Municipary Secondary School in Brighton, an deren heutiger Nachfolgeinstitution, dem Varndean College, der Hone Room nach seinem Vater Herbert Hone benannt ist, einem ehemaligen Bürgermeister der Stadt.

### Militärdienst bis 1920
Im Ersten Weltkrieg diente er ab 1915 beim 18th (County of London) Battalion, the London Regiment (London Irish Rifles) und von 1916 bis Kriegsende beim Britischen Expeditionskorps (BEF) in Frankreich. Dort kämpfte er in der Schlacht bei Arras gegen die deutschen Truppen und wurde im März 1918 im Tal von Couillet verwundet. Für einen herausragenden Abwehreinsatz wurde er mit dem Military Cross (MC) ausgezeichnet. Er diente bis 1920 im Munitionsministerium, wurde zum Major der Reserve der Territorial Army befördert und trat im Anschluss in den Britischen Kolonialdienst über.

### Kolonialdienst 1920 bis 1940
Während seiner Assistenzzeit diente er ab 1920 in Uganda, absolvierte nebenbei die Barristerausbildung, graduierte zum Bachelor of Laws (LL.B.) und wurde 1924 in die Anwaltskammer "Middle Temple" aufgenommen, wo er sein Praktikum im Bezirk Süd-Ost absolvierte. Es folgten Verwendungen am Obersten Gericht in Sansibar bis 1928, als Anwalt der britischen Krone (Crown Counsel) in Tanganjika bis 1932 und 1933 als Assistenzrechtsberater für das Dominions Office (Herrschaftsamt) und das Colonial Office (Kolonialamt).
Von 1933 bis 1936 war er Attorney General auf Gibraltar und danach bis 1940 drei Jahre lang in gleicher Funktion in Uganda tätig.

### Militärdienst 1939 bis 1945
Noch in der Funktion als Attorney Generals wurde er während des Zweiten Weltkriegs reaktiviert für den Militärdienst und diente von 1939 bis 1945 in militärischer Verwendung. 1940 war er Kommandant der ugandischen Verteidigungskräfte (vergl. King’s African Rifles), war ab 1940 im Generalhauptquartier Naher Osten zunächst Oberster Rechtsberater für die politische Sparte,
1942 Verbindungsoffizier für die polnischen Streitkräfte und von 1942 bis 1943 Oberster Politischer Offizier. Im Anschluss diente er von 1943 bis 1945 als Oberster Politischer Offizier im Generalstab des War Office.

### Kolonialdienst nach 1945
Nach Kriegsende wurde er 1945 Chief Civil Affairs Officer der Föderierten Malaiischen Staaten und 1946 nach deren Aufgang in der Malaiischen Union bis 1948 Secretary General des Gouverneurs. Von 1948 bis 1949 war er Stellvertretender Generalkommissar Südostasien, bevor er von 1949 bis 1954 Gouverneur und Oberbefehlshaber von Britisch-Nordborneo war. Vermutlich wäre er der Nachfolger des Malayischen Generalgouverneurs geworden, wäre er nicht geschieden gewesen – ein Umstand, der ihm schon in seiner Funktion als Gouverneur in Nord-Borneo die Teilnahme an den Gartenfesten im Buckingham Palace verwehrte.
1946 wurde er als Knight Commander des Order of the British Empire geadelt und 1951 auch zum Knight Commander des Order of St Michael and St George geschlagen.
Während seiner Folgeverwendung als Leiter der Rechtsabteilung des Commonwealth Relations Office, das später im Foreign and Commonwealth Office mit aufging, wurde er 1956 von militärischer Seite in den Ruhestand verabschiedet, während er bis 1961 weiterhin im Commonwealth Relations Office diente. 1961 kehrte er zurück an die Middle Temple-Kammer. Als konstitutioneller Berater war er von 1961 bis 1962 in Kenia für Richard Austen Butler bezüglich Zentralafrika tätig sowie von 1965 bis 1966 auch für die Regierungen Südarabiens und Bermudas.
Hone war ältestes Mitglied der In Deo Fidemus-Loge und auch Vize-Präsident der Royal Commonwealth Society. Im Sabah Museum steht heute die nach ihm benannte Hunslet-Lokomotive 40604T „Sir Ralph H. Hone“.